# Rezolucija Vijeća sigurnosti UN-a 1069
Rezolucijom Vijeća sigurnosti UN-a 1069, jednoglasno usvojenom 30. srpnja 1996., nakon podsjećanja na prethodne rezolucije o Hrvatskoj uključujući Rezoluciju 1037 (1996.) kojom je uspostavljena Prijelazna uprava Ujedinjenih naroda za istočnu Slavoniju, Baranju i zapadni Srijem (UNTAES) i Rezoluciju 1043 (1996.) odobravajući raspoređivanje vojnih promatrača, Vijeće je produžilo raspoređivanje 100 vojnih promatrača s UNTAES-om na daljnjih šest mjeseci do 15. siječnja 1997.

## Vanjske poveznice
- Text of the Resolution at undocs.org